# (25273) Barrycarole
(25273) Barrycarole est un astéroïde de la ceinture principale.

## Description
(25273) Barrycarole est un astéroïde de la ceinture principale. Il fut découvert le 15 novembre 1998 à Cocoa par Ian P. Griffin. Il présente une orbite caractérisée par un demi-grand axe de 2,91 UA, une excentricité de 0,08 et une inclinaison de 3,3° par rapport à l'écliptique.

## Compléments